# Anolis maia
Anolis maia — вид ігуаноподібних ящірок родини анолісових (Dactyloidae). Ендемік Панами. Описаний у 2015 році.

## Поширення і екологія
Anolis maia мешкають на сході Панами. Вони живуть у вологих рівнинних і гірських тропічних лісах, на висоті від 322 до 852 м над рівнем моря.